# Djalma (futebolista)
Djalma Bezerra dos Santos (Atalaia, 19 de dezembro de 1918 — Rio de Janeiro, 3 de março de 1954) foi um futebolista brasileiro. Ganhou destaque por sua versatilidade, por poder atuar desde a ponta-direita às posições do meio-campo, e ao atuar pelo Expresso da Vitória do Vasco da Gama.
Pela seleção brasileira, participou do Sul-Americano de 1945, quando fez contra o Chile sua única partida pelo selecionado nacional.

## Títulos
Sport
- Campeonato Pernambucano: 1938, 1941 e 1942
- Torneio Início de Pernambuco: 1940

Vasco da Gama
- Campeonato Sul-Americano de Clubes Campeões: 1948
- Campeonato Carioca: 1945 e 1947
- Taça Centenários de Portugal: 1947
- Torneio Início do Rio de Janeiro: 1944, 1945 e 1948
- Torneio Municipal de Futebol do Rio de Janeiro: 1944, 1945, 1946 e 1947
- Torneio Relâmpago: 1944 e 1946
- Torneio Gérson dos Santos Coelho: 1948

Bangu
- Torneio Início do Rio de Janeiro: 1950
- Torneio Início do Rio-São Paulo de 1951
- Taça Euvaldo Lodi: 1950

Seleção Carioca
- Campeonato Brasileiro de Seleções Estaduais: 1944 e 1946